# Trịnh Chí
Trịnh Chí (Trung Quốc: 郑智; bính âm: Zhèng Zhì; sinh ngày 20 tháng 8 năm 1980) là một cầu thủ bóng đá Trung Quốc đã giải nghệ, từng thi đấu ở vị trí tiền vệ và hiện đang là trợ lý huấn luyện viên ở đội tuyển quốc gia Trung Quốc.
Anh có 17 năm kinh nghiệm thi đấu quốc tế, là đội trưởng lâu năm của đội tuyển Trung Quốc và đã có hai lần xuất ngoại với Charlton Athletic ở Anh và Celtic ở Scotland.